# Tirggel

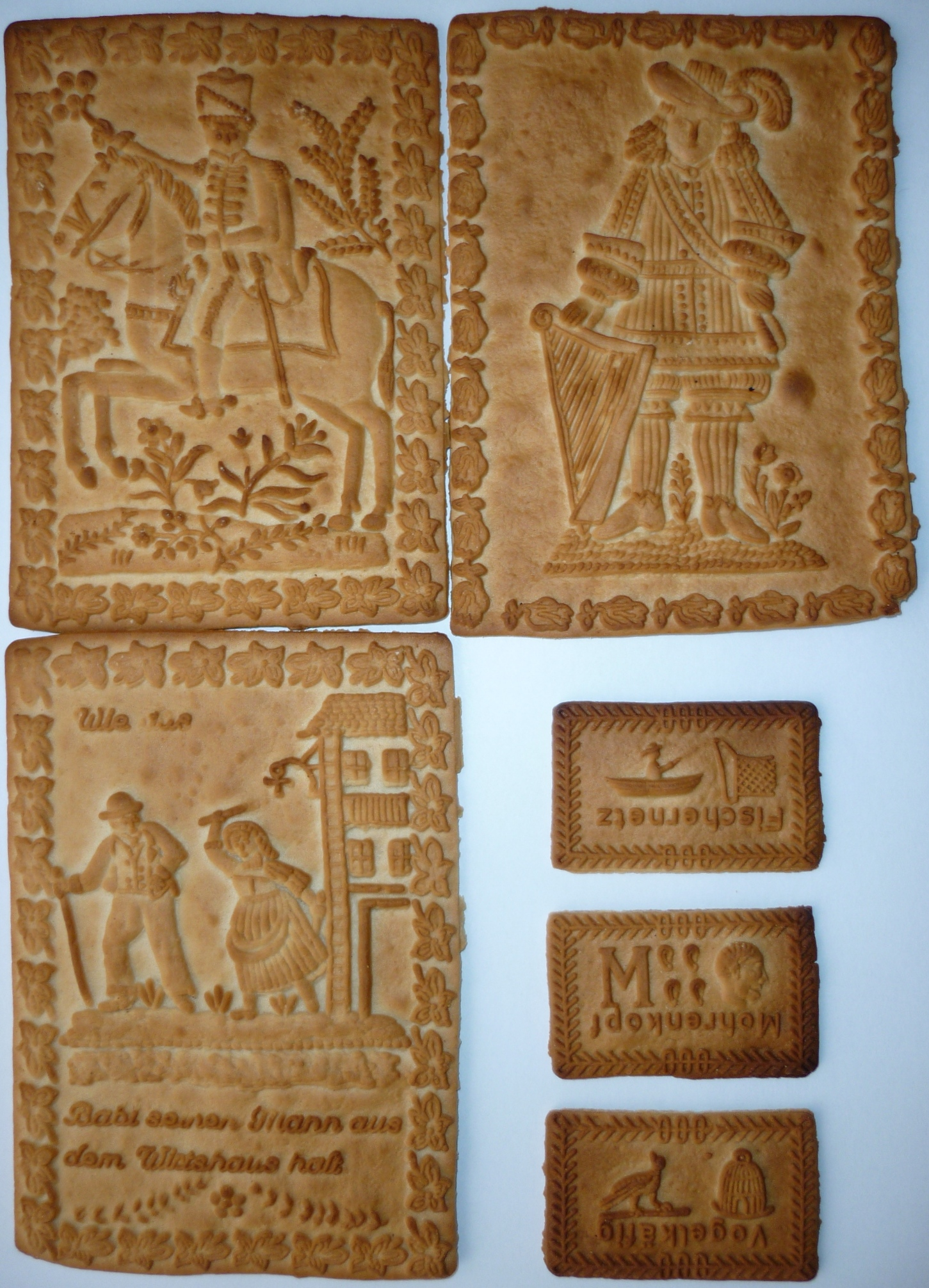
Traditionelle Züri-Tirggel

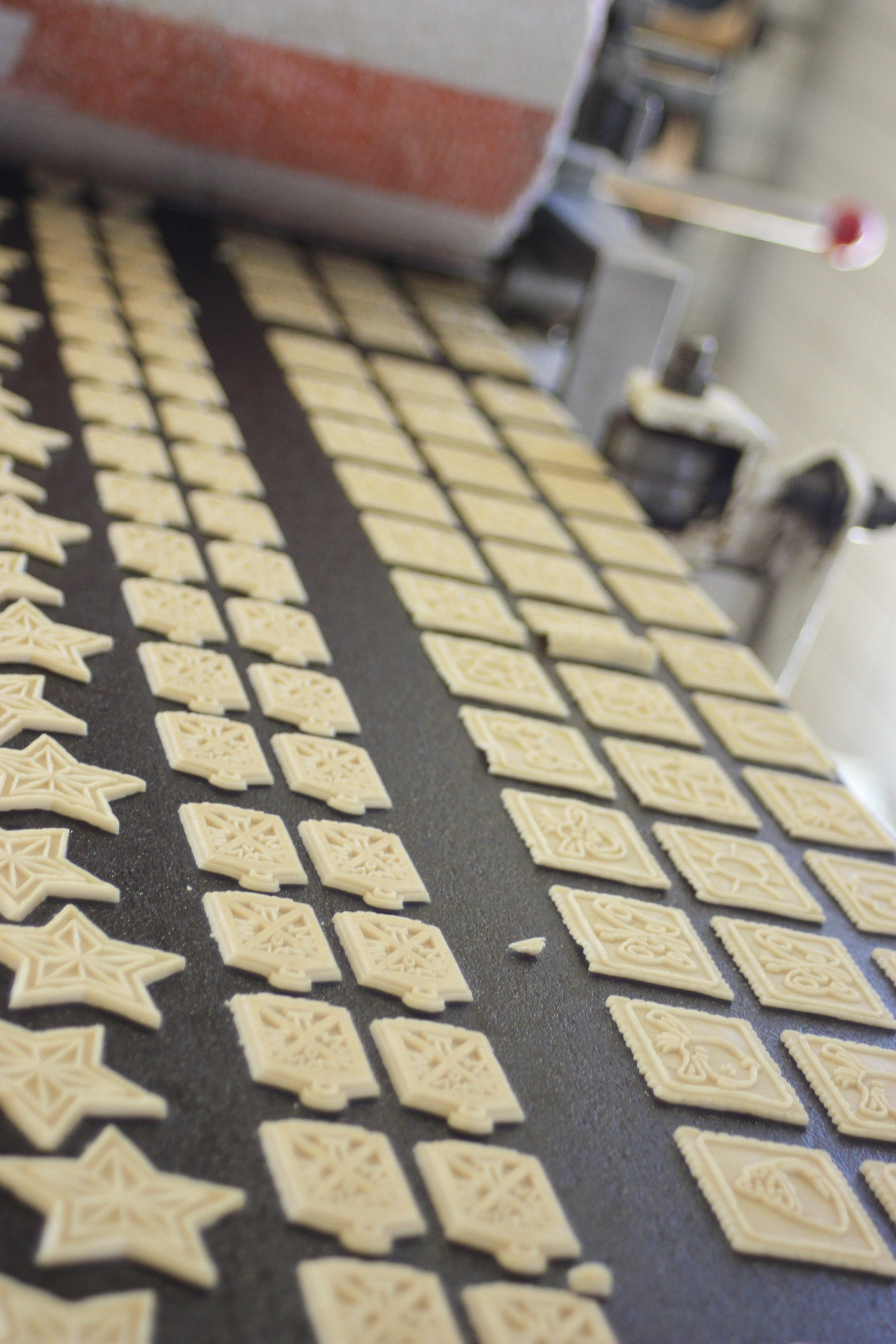
Industrielle Tirggelproduktion

Tirggel oder Züri-Tirggel ist ein Gebäck aus Honig, Mehl und Gewürzen, das in Zürich besonders in der Adventszeit, um Neujahr und seit neuerer Zeit auch am Sechseläuten gegessen wird. Sie werden mit starker Oberhitze gebacken (beflammt), so dass sie eine bräunliche Ober- und eine helle Unterseite haben. Die Oberseite zeigt ein geprägtes Bildmotiv, dessen Linien dunkler hervortreten. In der Regel sind Zürcher Sujets dargestellt, beispielsweise das Hans-Waldmann-Denkmal vor dem Fraumünster oder die Spanisch-Brötli-Bahn.
Tirggel als langanhaltender Energielieferant wird auch von Ausdauersportlern geschätzt, die schnell und stetig die Kohlenhydratzufuhr sicherstellen möchten.

## Geschichte
Das Wort Tirggel ist möglicherweise verwandt mit targge «mit einer breiigen, teigigen Masse hantieren». Es war früher in weiten Teilen der Deutschschweiz gebräuchlich und bezeichnete verschiedene Feingebäcke, deren Rezepturen heute nicht mehr alle bekannt sind. Das Schweizerische Idiotikon verzeichnet Bedeutungen wie «Zuckerbrot», «Art Pfefferkuchen», «Brezel», «Art Wecken», «schwimmend braun gebackenes Gebäck, Schänkeli», «Honigfladen», «Anisgebäck mit Füllung» und «Konfekt» und zitiert Rezepte, die mehrere Gewürze enthalten. Die heutige Zürcher Spezialität, der Züritirggel, also das mit Honig gesüsste Flachgebäck mit eingepresstem Bild, ist seit dem 15. Jahrhundert als Sache und unter diesem Namen überliefert. Bis 1840 hatten nur Zürcher Stadtbäcker das Recht, Tirggel herzustellen.
Die Formen für das Bild (Model genannt) wurden normalerweise aus Holz geschnitzt. Jeder Hersteller ist stolz auf seine Vielfalt, und es gibt wertvolle Sammlerstücke, die oft Motive aus der Bibel, Wappen oder Szenen aus dem Leben zeigen. Einer der letzten Modelbauer lebt in Appenzell. Einige Formen befinden sich im Schweizerischen Landesmuseum in Zürich.
In der belgischen Stadt Dinant wird ein dem Tirggel sehr ähnliches hartes Honiggebäck namens Couque de Dinant hergestellt.

## Tirggelherstellung
Für die Herstellung des Tirggelteigs werden Honig, Mehl, Zucker und evtl. Wasser gemischt und gut geknetet. Je nach Rezept werden zusätzlich Gewürze beigegeben. Der Tirggelteig, der von Hand weiterverarbeitet wird, kann bis zu 30 % Honig beinhalten. Für die maschinelle Verarbeitung kann der Honiggehalt kleiner sein, da eventuell die Maschinen verkleben würden. Der gut geknetete Teig wird auf eine Dicke von 2 mm ausgerollt und anschliessend in das gefettete Model gedrückt. Beim Model handelt es sich um ein in Holz geschnitztes Negativ. Nach dem Herauslösen aus dem Model bleibt im noch weichen Tirggelteig das geschnitzte Motiv als Positiv zurück. Der Tirggel wird nun bei 400 °C reiner Oberhitze während 90 Sekunden gebacken. Dadurch entsteht die für den Tirggel typische braune Ober- und helle Unterseite.
Beim Essen sollte man kleine Stückchen des Tirggels langsam im Mund zergehen lassen, um den Honiggeschmack zur Geltung zu bringen.